# سلاحف مخملية
السلاحف المخملية  أو سلاحف جلدية الظهر أو قبضيَّات (الاسم العلمي Dermochelyidae) هي فصيلة من السلاحف، وهي سلاحف بحرية ضخمة من دون درع خارجي، يتميز سطحها الظهري بسبع حواف تمتد طوليًا على جلد مخملي يغطي الصفائح العظمية التي تمثل الترس، تحورت أطرافها إلى مجاديف، وهي تقطن البحار الاستوائية، كانت تحوي سبعة أجناس انقرضت ست منها وبقى جنسًا واحدًا يضم نوعًا واحدًا فقط هو سلحفاة المحيط جلدية الظهر الذي يعد أكبر السلاحف المعروفة إذ يصل طوله إلى نحو 2.5 مترًا.